# Papilio oxynius
Espèce
Statut de conservation UICN

LC : Préoccupation mineure
Papilio oxynius ou Machaon noir de Cuba est une espèce de lépidoptères (papillons) de la famille des Papilionidae. Cette espèce est endémique de Cuba. 

## Systématique
L'espèce Papilio oxynius a été décrite pour la première fois en 1827 par l'entomologiste allemand Carl Geyer.